# Ocellularia bahiana
Ocellularia bahiana är en lavart som först beskrevs av Erik Acharius och som fick sitt nu gällande namn av Andreas Frisch. 
Ocellularia bahiana ingår i släktet Ocellularia och familjen Graphidaceae. Inga underarter finns listade i Catalogue of Life.